# Jean Carlos Solórzano
Jean Carlos Solórzano Madrigal (Nicoya, 8 gennaio 1988) è un calciatore costaricano, attaccante del Brisbane Strikers.